# Wind of Change (Peter Frampton)
Wind of Change è il primo album in studio del musicista britannico Peter Frampton, pubblicato nel 1972.

## Tracce
Tutti i brani sono di Peter Frampton, eccetto dove indicato.
Side 1
1. Fig Tree Bay – 3:36
2. Wind of Change – 3:05
3. Lady Lieright – 2:56
4. Jumpin' Jack Flash (Mick Jagger, Keith Richards) – 5:20
5. It's a Plain Shame – 3:14
6. Oh for Another Day – 3:53

Side 2
1. All I Wanna Be (Is by Your Side) – 6:36
2. The Lodger – 5:44
3. Hard – 4:30
4. Alright – 4:26